# Bolitoglossa leandrae
Espèce
Bolitoglossa leandrae est une espèce d'urodèles de la famille des Plethodontidae.

## Répartition
Cette espèce se rencontre :
- dans l'État de Táchira au Venezuela ;
- dans le département de Norte de Santander en Colombie.

## Description
Les mâles mesurent de 51,3 à 59,9 mm dont de 22,1 à 28,8 mm pour la queue et la femelle 67,5 mm dont 28,3 mm pour la queue.

## Étymologie
Cette espèce est nommée en l'honneur de Leandra Mojica.

## Publication originale
- Acevedo, Wake, Marquez, Silva, Franco & Amezquita, 2013 : Two new species of salamanders, genus Bolitoglossa (Amphibia: Plethodontidae), from the eastern Colombian Andes. Zootaxa, no 3609, p. 69-84.